# Weintrauboa
Genre
Weintrauboa est un genre d'araignées aranéomorphes de la famille des Linyphiidae.

## Distribution
Les espèces de ce genre se rencontrent en Chine, au Japon et en Extrême-Orient russe.

## Liste des espèces
Selon World Spider Catalog (version 26, 04/05/2025) :
- Weintrauboa chikunii (Oi, 1979)
- Weintrauboa contortipes (Karsch, 1881)
- Weintrauboa denticulata Gao, Irfan & Wang, 2025
- Weintrauboa insularis (Saito, 1935)
- Weintrauboa linguiforma Yang & Chen, 2019
- Weintrauboa plana Xu & Li, 2009
- Weintrauboa pollex Xu & Li, 2009
- Weintrauboa shenwu Gao, Irfan & Wang, 2025
- Weintrauboa wanglangensis Gao, Irfan & Wang, 2025
- Weintrauboa yele Hormiga, 2008
- Weintrauboa yunnan Yang, Zhu & Song, 2006

## Systématique et taxinomie
Ce genre a été décrit par Hormiga en 2003 dans les Pimoidae. Il est placé dans les Linyphiidae par Hormiga, Kulkarni, Moreira, da Silva et Dimitrov en 2021.

## Étymologie
Ce genre est nommé en l'honneur de Robert Louis Weintraub.

## Publication originale
- Hormiga, 2003 : « Weintrauboa, a new genus of pimoid spiders from Japan and adjacent islands, with comments on the monophyly and diagnosis of the family Pimoidae and the genus Pimoa (Araneoidea, Araneae). » Zoological Journal of the Linnaean Society, vol. 139, p. 261-281 (texte intégral).